# 太空食品

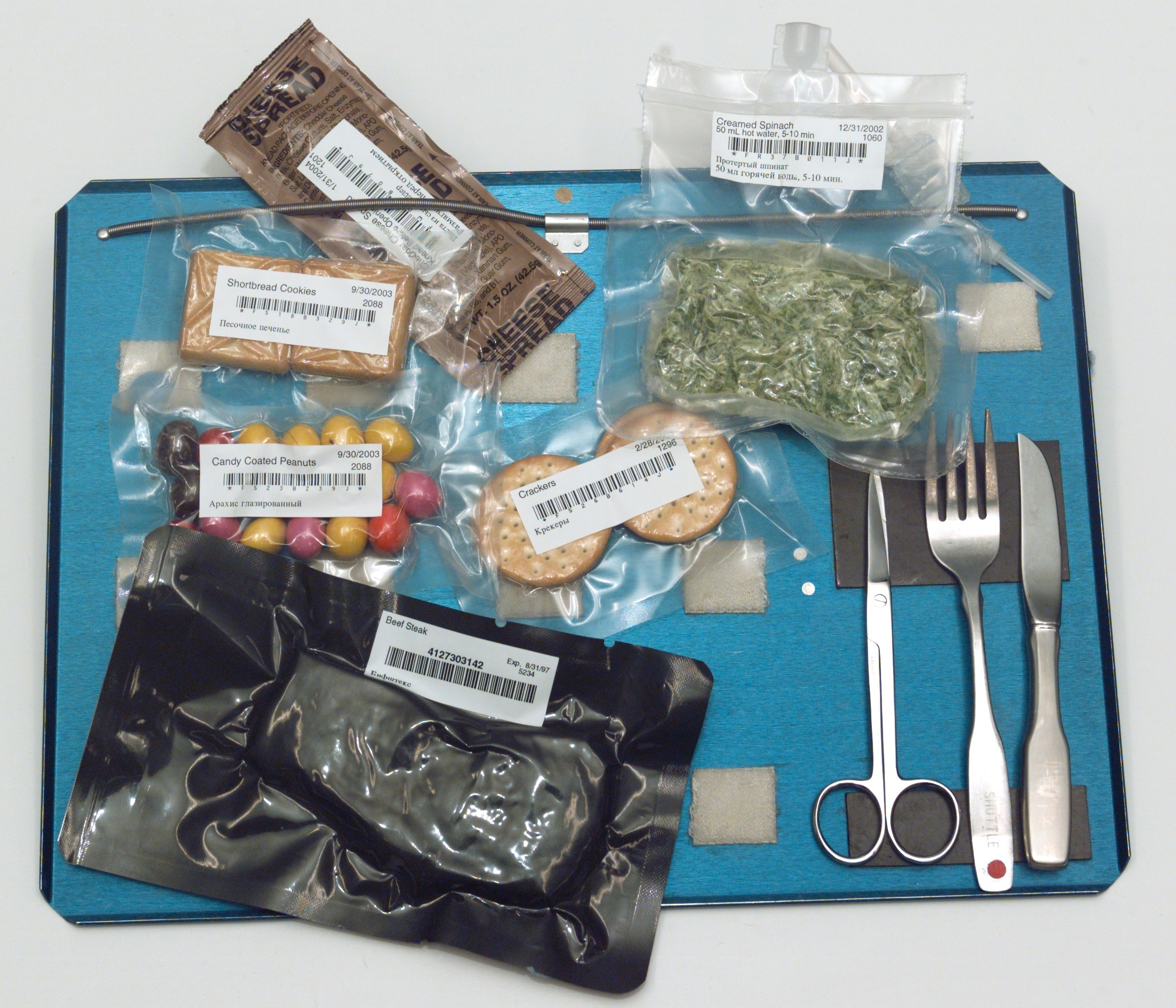
放在托盤上的太空食品，藉由磁鐵、彈簧和魔鬼氈將餐具和食品固定在托盤

太空食品是一種供太空人在太空中食用而創造和加工的食物，這類食物必須能夠提供太空人均衡的營養，且易於在失重又充滿機械的太空船中被安全地儲存、準備和使用。
近年來，太空食品成為各國在從事太空計畫時，分享和展示其文化特徵，並促進跨文化交流的一種方式。雖然目前太空人在太空中食用著各式各樣的食物和飲料，然而在1963年，The Man in Space Committee of the Space Science Board第一次提出太空食品最初的概念時，是藉由提供配方飲食來滿足太空人所需的所有維生素和營養素。

## 歷史

### 水星計畫(1959-1963)
太空中的第一餐

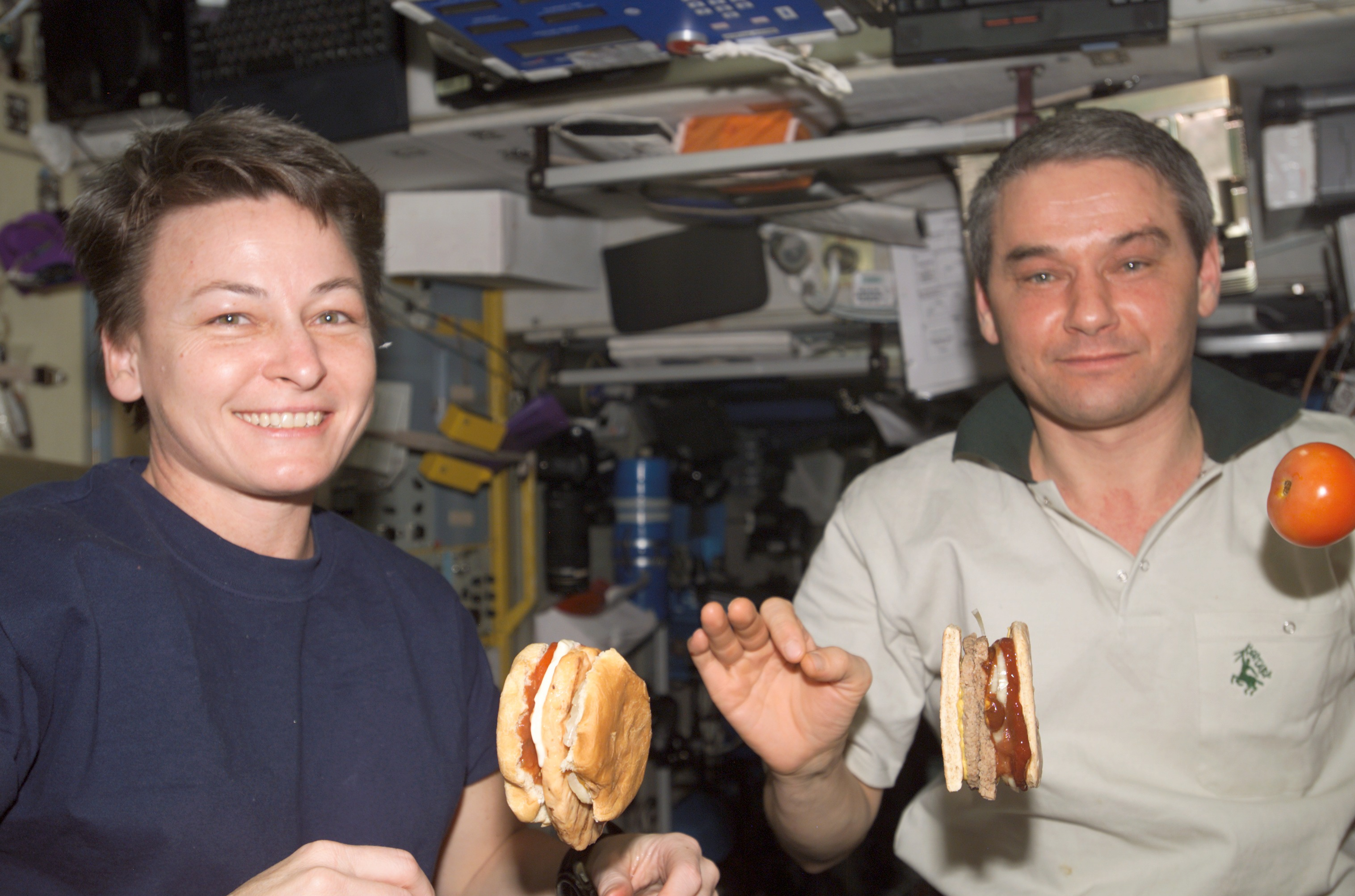
在國際太空站吃漢堡的太空人

約翰·赫雪爾·葛倫在1962年成為第一個在太空中吃東西的美國人，當時的世界還不知道人類是否能在無重力狀態下攝入和吸收營養物質，約翰·赫雪爾·葛倫食用了管狀包裝的蘋果醬和加水的木糖糖片，證明人們可以在失重的環境裡進食、吞嚥和消化食物。
1960年代早期的水星計畫太空食品是基於當時的陸軍口糧來製造，例如裝在鋁管中並通過吸管吸入的泥狀食物。雖然約翰·赫雪爾·葛倫和其他太空人在咀嚼、飲水、吞嚥和消化方面都沒有遇到任何問題，但這種食物並不美味。

### 雙子星計劃(1965-1966)
冷凍乾燥太空食品的出現
在雙子星計畫期間，第一次引入了一口大小的冷凍乾燥食物，這些食物被塗上明膠或油以防止粉碎，而太空船上的氫氧燃料電池則提供了可用於潤濕冷凍乾燥食品的水源。
冷凍乾燥太空食品的加工方式是在包裝前將食物快速冷凍，然後利用真空抽吸去除水分，最後將它們保存在真空中，這樣的加工方式使冷凍乾燥食品能一直保持營養和口感，而且它們非常輕便、緊實、不需要冷藏。

### 阿波羅計畫(1961-1972)
更複雜的太空食品
阿波羅計劃的大部分食物都是通過冷凍乾燥來保存的，其中少部分能不經準備直接食用（例如穀片、布朗尼），其他則必須通過包裝末端的管口注入水分，與雙子星計劃不同的是，阿波羅計劃使用的水槍能注入熱水和冷水，而雙子星計劃使用的水槍只能注入冷水。

### 太空實驗室計劃(1973-1974)
冷凍食品的攜帶
太空食品的質量和種類在1973年的太空實驗室計劃期間發生重大進步，由於太空實驗室依靠太陽能電池供電，而不是生產水的燃料電池，所以脫水食品的攜帶受到限制，因此太空實驗室配備了冰箱，可以攜帶冷凍食品（例如冰淇淋），站內還有一個完整的廚房，太空人可以在那裡做飯，吃自己選擇的飯菜。

## 現今的太空食品
時至今日，在太空中亦可享用可在室溫下儲藏的蔬果。也因此，可供太空人選擇的主餐就更多了，許多太空人還會從可選擇的餐品（如沙拉、義大利麵）自行搭配個人化的菜單。太空人有時甚至還會要求帶牛肉乾同行，因牛肉乾重量極輕、熱量密度高，而且在太空船裡不須另加包裝或加工即可食用。

- 中國：2003年10月時，中華人民共和國首次執行了載人太空飛行。宇航員楊利偉帶了經特殊處理的魚香肉絲、宮保雞丁、八寶飯以及中藥茶，並在太空中享用這些美食。[6]為了此次以及2007年的航太任務所製造的太空食品經商業化，現已可在市面上購買。[7][8]

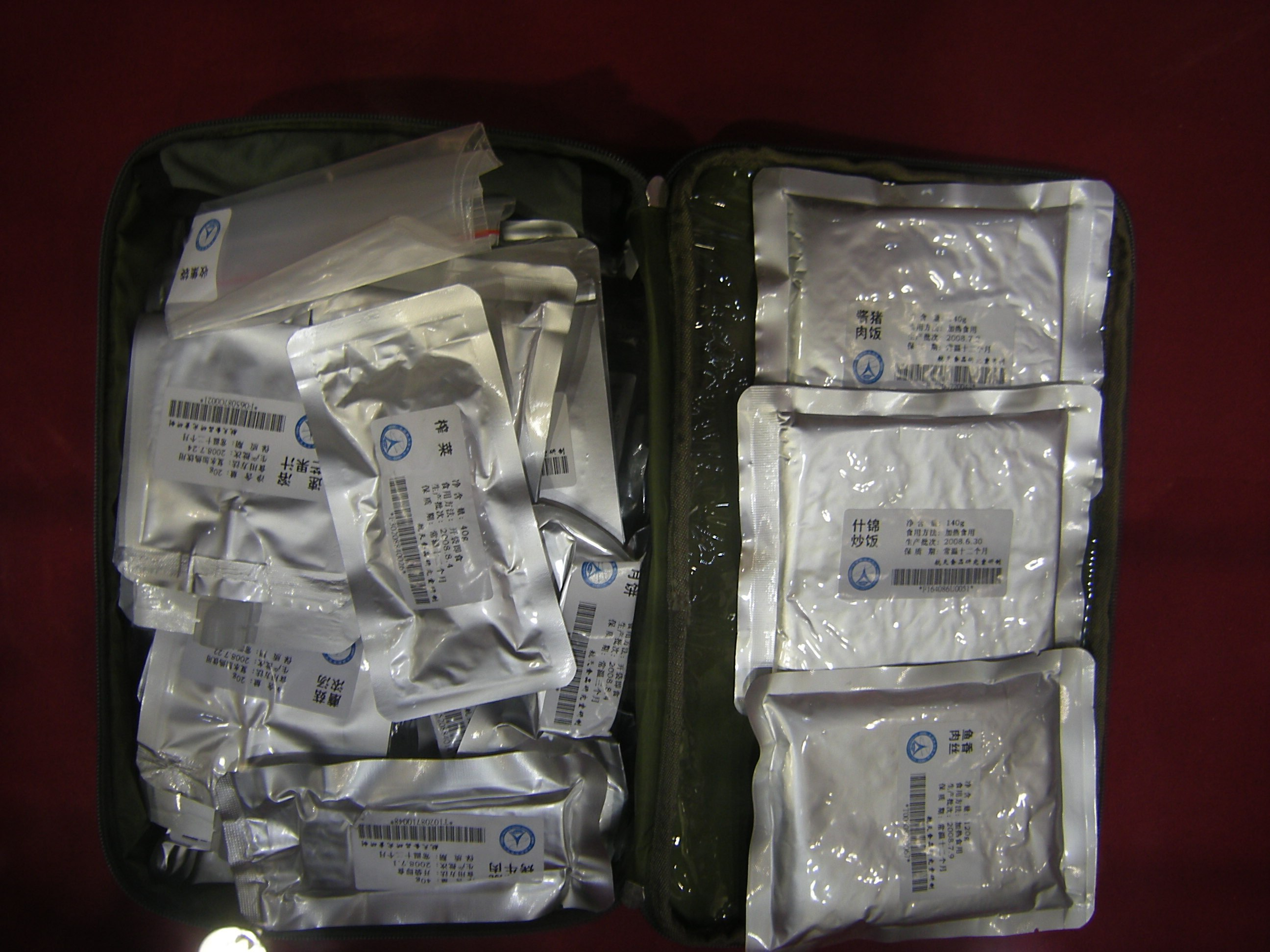
中国航天员在神舟七号任务期间食用的特制太空食品

- 義大利：Lavazza以及Argotec兩家商業公司為國際太空站研發了一種濃縮咖啡機ISSpresso，該機器還可沖泡其他如茶、熱可可以及肉湯的熱飲。2015年5月3號，義大利太空人Samantha Cristoforetti成為第一個在太空中飲用現泡咖啡的人。這項技術不僅提升了在太空站的生活品質，同時也是一項在太空中的流體力學試驗。[9][10]ISSpresso與其搭配的飲用杯都是為了在低重力環境下與流體作用而特別研發的。[11]

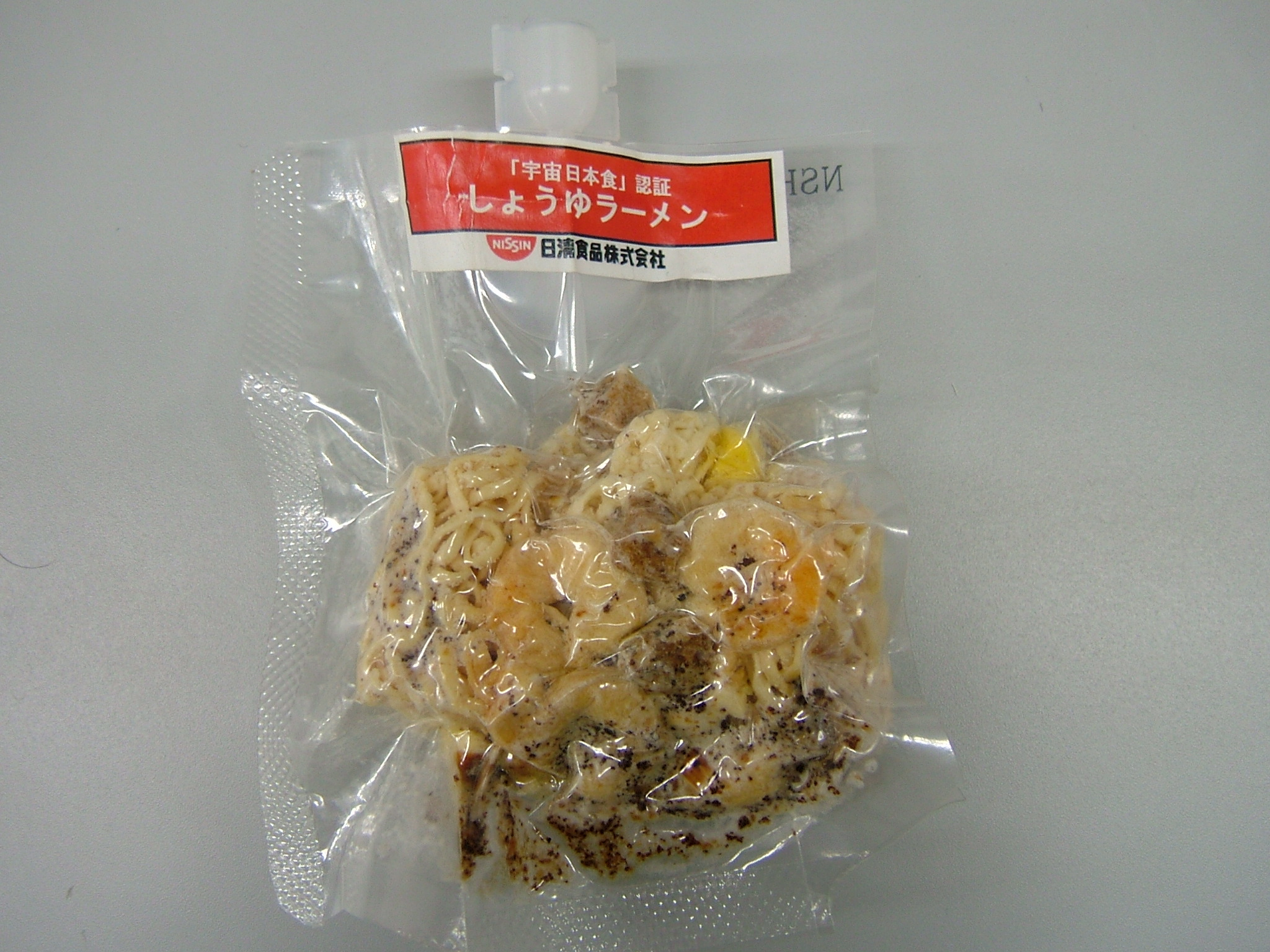
JAXA製作的太空食品—脫水的醬油風味拉麵

- 日本：日本的宇宙航空研究開發機構(JAXA)為了航空站中的飲食，開發了許多傳統日式風味的太空食品，包括抹茶、羊羹、拉麵、壽司、味噌湯以及梅乾飯等。[12]這些食品是JAXA與其他日本食品公司，例如味之素、明治食品以及日清食品所共同開發的。[13]

- 韓國：2008年4月，韓國的太空人李素妍帶了改良版本的韓國傳統菜餚——泡菜與他一同前往國際太空站。為了製出適合太空旅行的泡菜，三間研究機構花費了超過一百萬美元，研究了數年才成功。[14]

- 俄羅斯：在國際太空站的俄國組員擁有超過300種菜餚的選擇。以其日常菜單為例：[15]

早餐：奶凍搭配堅果、馬鈴薯泥搭配堅果、木梨脆片、無糖咖啡及維他命

午餐：梭鱸魚凍、羅宋湯配肉、匈牙利燉牛肉、蕎麥、麵包、黑醋栗汁、無糖茶

晚餐：飯、肉、花椰菜、起司、堅果、含糖茶

宵夜：熟成牛肉、腰果、桃子、葡萄汁

- 瑞典：瑞典籍太空人Christer Fuglesang欲攜帶馴鹿上太空船時被禁止了，原因是美國人認為在聖誕節前夕這樣做太違和了，Christer只好轉而攜帶麋鹿上太空。[16][17]

NASA的高級食品科技計畫(AFT)目前正致力於研究如何使長途太空旅行擁有充足的食物補給。

## 太空食品的處理/加工過程
設計太空食品是一個艱辛的過程，因這些食品必須符合數項標準，才會被認可是適用於執行太空任務的食品。首先，這些食品必須是生理有益的；準確來說，他們必須富含營養價值、容易消化吸收，而且可口。再者，這些食物必須被改造成可在零重力環境下食用；也因此，這些食物必須輕盈、精密包裝、可即食且不須在食用完進行大量清潔。(會掉屑屑的食物至今仍不適為太空食品)最後，太空食品在食用的過程得盡可能不損耗能量，包括保存良好、容易打開以及不留殘屑。

碳酸飲料也曾被嘗試於當作太空食品，但因微重力環境所導致的打嗝卻令他們不是很受歡迎；在無重力環境下，液體與氣體會在胃被分開，此時所導致的打嗝會使部分液體逆流，形成所謂「打濕嗝」。1985年，可口可樂與百事首次被STS-51-F搭載上太空。可口可樂在隨後的航太任務中，被裝在科羅拉多大學波德分校 BioServe Space Technologies 用作生化實驗的引水容器中。和平號太空站則在1996年帶了幾罐百事可樂上太空。

人們也開發了在太空中不致失去風味、且能夠有效減少打濕嗝機率的啤酒。一項由 Vostok 4-Pines Stout 進行的拋物線飛行實驗，證實了碳化程度較低的配方適用於太空中。在太空站中培育幾代的大麥也在進行了收割後被帶回地球，並用於釀啤酒；儘管其因採用了適用於地球版本的高碳化配方，所以並非太空食品，但此試驗依舊證實了在太空中生長的食材是可被用於製作食品的。

相對而言，太空麵包的試驗就較為難以捉摸，還遭遇了不小的挑戰。截至2012年，不同於傳統麵包依靠酵母發酵，在溶解的二氧化碳中發酵、並經低溫烘焙的麵團被認為可用做太空食品，這也使得未來的太空航行可攜帶由新鮮食材所烘焙的麵包。

## 太空食品的外包裝
太空食品包裝的主要目標是保存食物，然而，還必須要重量輕，並且在攝取食物時容易使用和處理。包裝上也有條碼標籤，可以用來追蹤太空人的飲食，並有英語和俄語的說明，提供食物準備的指引。
許多俄羅斯的太空食品會裝在罐頭中，用電阻(歐姆)加熱，用開罐器打開，直接在吃裡面的食品，湯品則直接從包裝中吸取食用。
美國NASA的太空食品則多裝在殺菌袋中或冷凍乾燥，再裝進密封容器中，而密封容器可以固定在托盤上，讓食物保持在適當的位置，托盤下方有帶子，太空人可以用帶子將托盤連接到固定點，像是大腿上或牆面上，托盤上也有夾子，可以在微重力的環境下留住飲料袋和餐具。

## 太空食品的種類
以下是幾種太空食品的分類: 
- 飲料(Beverages; B) – 冷凍乾燥的咖啡、茶或調味飲料(檸檬水或橘子口味的飲料)會裝在真空密封飲料袋中，咖啡和茶可以依照個人喜好添加奶粉或糖。也會有空的飲料袋來裝飲用水。
- 新鮮食物(Fresh Food; FF) – 透過再補給任務提供新鮮水果、蔬菜和玉米薄餅，這些食物很快就會變質，要在食物抵達國際太空站(ISS)的兩天內吃掉，主要是提供太空人心理支持。
- 輻射滅菌肉品(Irradiated Meat; I) – 牛排會用游離輻射滅菌以防止變質，美國太空總署(NASA)這種滅菌方法已經得到美國食品藥物管理局(FDA)的批准。
- 中濕性食品(Intermediated Moisture; IM) – 含有一些水分但不會馬上變質的食品。
- 一般食品(Natural form; NF) – 市面上可取得的食物，如堅果、餅乾、穀物棒，可以直接吃。
- 再沖泡食品(Rehydratable Food; R) – 透過各種技術(加熱乾燥、滲透乾燥、冷凍乾燥)將食物脫水，食用前再用熱水沖泡，降低食物中的水分可以減少微生物孳生的能力。
- 熱穩定食品(Thermostabilized food; T) – 經過高溫殺菌處理(retort process)，過程中高溫可以殺死可能使食物變質的病原體、微生物和酵素。
- 延長保存期限的麵包類食品 – 特殊配方的司康餅、鬆餅和圓麵包可保存長達18個月。

有更多主食和調味品沒有分類，只需要透過食品名稱知道他們是什麼：
- 市面上的玉米脆片 – 玉米脆片經過高溫和氮氣包裝(無氧狀態)以防止黴菌生長。
- 調味品 – 液體鹽溶液、胡椒醬、美乃滋、番茄醬和芥末醬。

## 衍生產品
善用阿波羅太空任務在1970年代早期的流行，Pillsbury公司在消費市場推出了「太空食物棒(Space Food Sticks)」，一盒中有14個獨立包裝的太空食物棒，有六種口味，如花生醬、焦糖、巧克力，並以「營養均衡的點心」來行銷。
現在大部分的太空食品可以在美國太空總署(NASA)的禮品店、新穎的商店或是美國軍需用品店找到。一個流行的例子是冷凍乾燥冰淇淋。美國露營的人也常會使用太空食品，例如「菓珍Tang」（一種飲料，「菓珍Tang」最早在1959年上市，由於在美國的太空飛行中被使用，而在1960年代人氣增加），不過有些冷凍乾燥太空食品的氣味可能會吸引熊、美洲獅和其他森林動物。

## 外部連結
- Space food（页面存档备份，存于） by NASA Human Spaceflight
- Space food fact sheets（页面存档备份，存于） by NASA
- Aerospace Food Technology（页面存档备份，存于） (1969) by NASA
- YouTube上的Dining on the Space Station by NASA/Scott Kelly
- "Beyond Tang: Food in Space"（页面存档备份，存于） by NPR